# Jettingen (França)
Jettingen é uma comuna francesa na região administrativa de Grande Leste, no departamento Alto Reno. Em 2010 a comuna tinha 512 habitantes (densidade: 81,3 hab./km²).